# Zelenogorsk (Sint-Petersburg)
Zelenogorsk (Russisch: Зеленогорск, Fins & Zweeds: Terijoki (voor 1948 de officiële naam)), is een stadsdeelgemeente in het district Koerortny in de federale stad Sint-Petersburg. Zelenogorsk is gelegen in de Karelische landengte en ligt aan de Finse Golf. Zelenogorsk heeft 14.958 inwoners (2010).
Zelenogorsk heeft een treinstation aan de lijn Sint-Petersburg-Vyborg.

## Geschiedenis
Van 1323 tot 1721 maakte het gebied waar Zelenogorsk ligt, deel uit van Zweden. Het werd in 1721 aan Rusland afgestaan en werd het deel van "Oud-Finland", dat in 1811 opnieuw werd verenigd met het Groothertogdom Finland. Tot 1917 maakte Terijoki deel uit van het Groothertogdom Finland, geregeerd door de Groothertogen van Finland, die de tsaren van Rusland waren. Hoewel toen heel Finland deel uitmaakte van het Russische rijk, was er een douanegrens bij Terijoki. Voor het oversteken van de grens tussen Rusland en het Groothertogdom Finland was een geldig paspoort nodig.
Vladimir Lenin slaagde erin in 1907 in het geheim over de binnengrens naar Finland te reizen. Tien jaar later, in april 1917, zou hij terugkeren via de Terijoki-grenscontrole aan het hoofd van het contingent bolsjewistische ballingen dat hem vanuit Zwitserland had vergezeld.
Met de voltooiing van de spoorlijn Riihimäki-Sint-Petersburg in 1870, werd Terijoki een populair zomerresort en werd het bezocht door de hogere klasse van Sint Petersburg tot de grens tijdens de Russische Revolutie in 1917 werd gesloten.
Toen de Republiek Finland op 6 december 1917 onafhankelijk werd, werd Terijoki er deel van en bleef dat tot het tijdens de winteroorlog (1939-1940) door de Sovjet-Unie werd bezet. Het werd heroverd door Finland in 1941 tijdens de vervolgoorlog (1941-1944), maar werd vervolgens opnieuw bezet door het Rode Leger tijdens de latere stadia van dezelfde oorlog en in 1944 bij de Sovjet-Unie geannexeerd. Tijdens de winteroorlog was Terijoki de hoofdstad van de door Otto Kuusinen opgerichte Finse Democratische Republiek.
Na de Tweede Wereldoorlog werd de oorspronkelijke Finse bevolking verdreven. Ze werden verplaatst naar Helsinki en Sovjetburgers werden verplaatst naar Terijoki. Rond het begin van de 21e eeuw werd de bevolking van de stad geschat op een paar duizend, oplopend tot boven de 50.000 in de zomer.

## Galerij

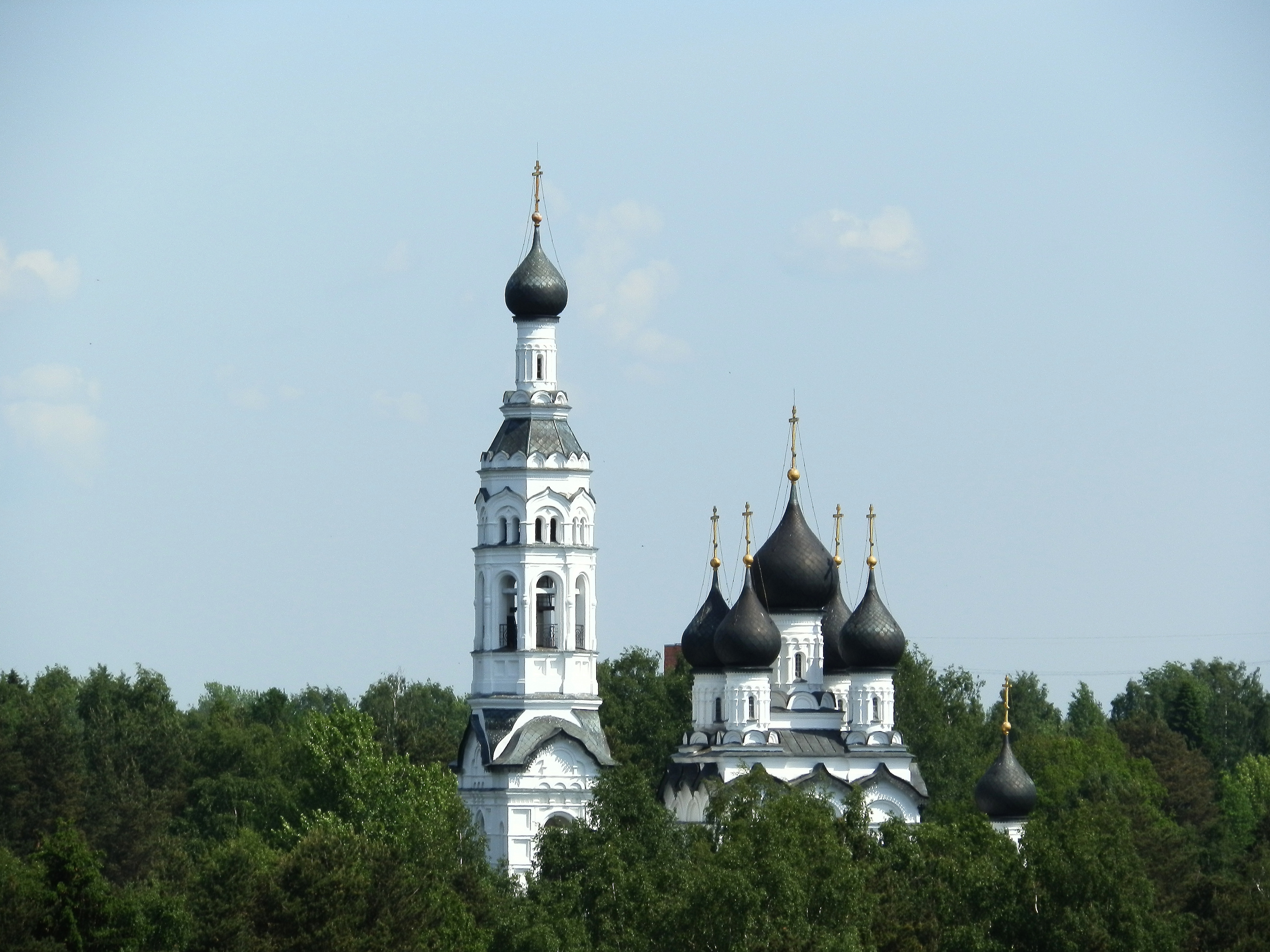
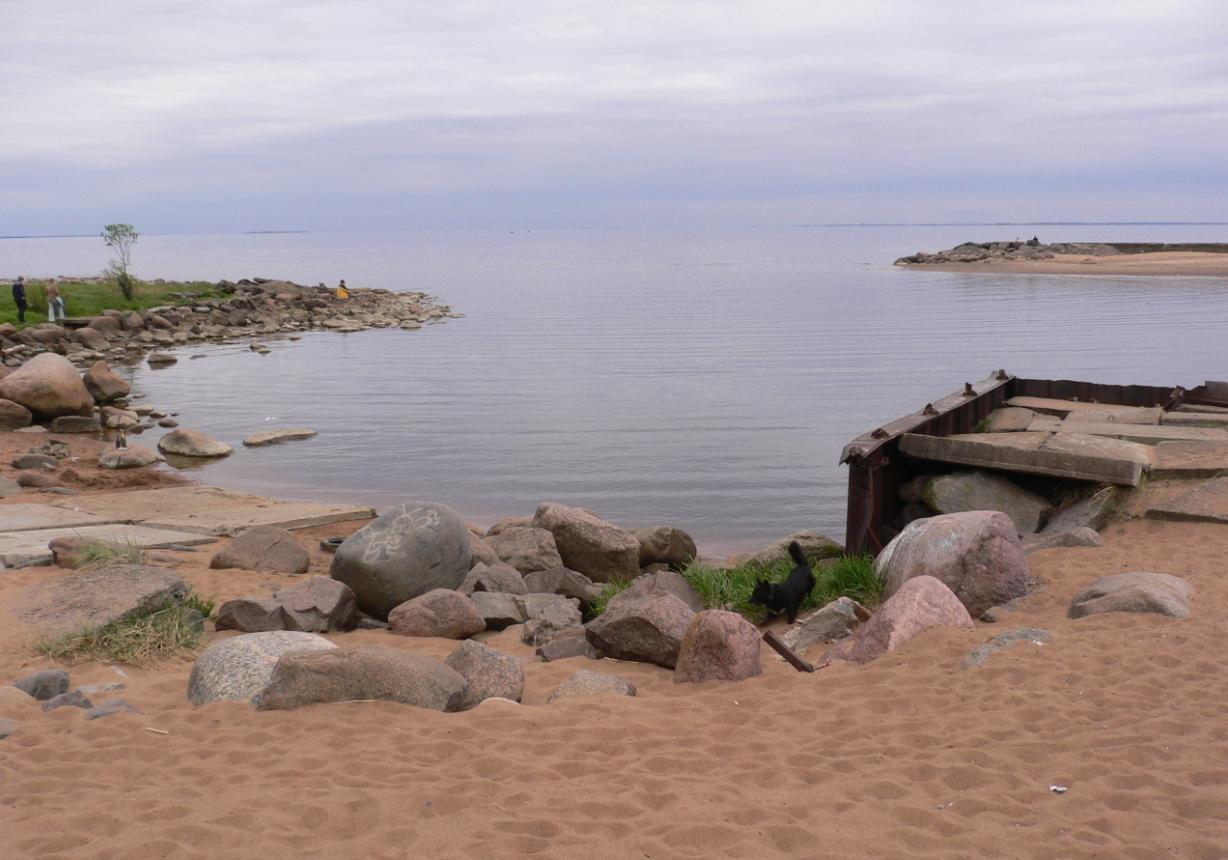
Zicht op de Golf van Finland vanuit Zelenogorsk